# Ōsaka-jō Hall
Die Ōsaka-jō Hall (japanisch 大阪城ホール, Ōsaka-jō Hōru, „Burg-Osaka-Halle“) ist eine Mehrzweckhalle im Bezirk Chūō-ku der Stadt japanischen Osaka in der gleichnamigen Präfektur.

## Geschichte
Die Halle wurde auf einer Fläche von 36.351 Quadratmetern errichtet und besitzt optische Ähnlichkeit mit den Steinen der Burg Ōsaka, wofür das Bauwerk im Jahr 1984 den Osaka Urban Scenery Architects Prize Special Award (englisch für den Sonderpreis (tokubetsu-shō) des Ōsaka toshi keikan kenchiku-shō, 大阪都市景観建築賞, auch Ōsaka machinami-shō) erhielt, den Präfektur Osaka, Stadt Osaka und die Architektenvereinigung der Präfektur Osaka (Ōsaka-fu kenchikushikai) vergeben. Die Halle hieß ursprünglich offiziell Ōsaka-jō Kokusai Bunka Sports Hall (大阪城国際文化スポーツホール, etwa „Internationale Kultur- und Sporthalle Burg Osaka“).
Die Arena wird hauptsächlich für Konzerte und Judo-Veranstaltungen genutzt. Die Halle fasst insgesamt 16.000 Zuschauer für Sportveranstaltungen und 15.000 Besucher für Konzerte. Seit der Eröffnung findet jedes Jahr am ersten Sonntag im Dezember ein Beethoven-Konzert in der Halle statt. Seit 1999 dirigiert Yutaka Sado das Philharmonie-Orchester Osaka zum Konzert der 10.000. Es wird die in Japan sehr beliebte 9. Sinfonie (in Japan kurz daiku genannt) des Komponisten gespielt. Die 10.000 anwesenden Laien-Sänger übernehmen die Chorpartien der Sinfoniekantate im letzten Satz. Dafür haben sie meist mehrere Monate geprobt. In großen japanischen Städten werden Probeklassen angeboten. Je nach gesanglicher Vorbildung von sechs bis 12 Mal.
Seit 2010 ist die Betreibergesellschaft als Aktiengesellschaft organisiert, Hauptaktionär ist die Stadt Osaka.